# 瑠璃色の雪
『瑠璃色の雪』（るりいろのゆき）は、1997年3月7日にアイルから発売された、NEC PC-9801/PC-9821用18禁恋愛アドベンチャーゲームである。後に『真・瑠璃色の雪〜ふりむけば隣に〜』（しん るりいろのゆき ふりむけばとなりに）としてWindows用リニューアル版が発売され、アダルトアニメ版も製作された。

## 歴史
- 1997年3月7日 - NEC PC9801/9821用『瑠璃色の雪』発売。
- 1998年12月10日 - SS版『瑠璃色の雪』がKIDより発売。
- 2000年4月14日 - Windows用リニューアル版『真・瑠璃色の雪〜ふりむけば隣に〜』発売。
- 2000年12月22日～2001年11月30日 - 18禁OVA『真・瑠璃色の雪』がディスカバリーより全4巻発売。
- 2001年4月6日 - PS版『ふりむけば隣に』がプリンセスソフトより発売。

## 物語
主人公・真鍋 博士は両親に先立たれ、家賃激安の幽霊話付きの部屋へ引っ越した際、床下に怪しげな封印を施した壺を見つける。成り行きで開封すると、金髪碧眼で風変わりな和装の少女・瑠璃が現れる。宙に浮き、姿を消すこともできる彼女との奇妙な共同生活に加え、幼馴染みや同級生たちとのにぎやかな日々が始まる。

### エンディング
選択したルートによって結ばれるヒロインが決まり、瑠璃の行動によってエンディングが分かれる。そのほか、バッドエンドが2つある。なおWin版では瑠璃以外のヒロインと結ばれると瑠璃が去ってしまう(こるりと雪那は除く)ため、エンディングが一つになっている。ただし瑠璃だけはメインヒロインのためか、エンディングが2つ存在している。
- 陽子1 - 陽子と変わらない日常を送る。
- 陽子2 - 結婚して女の子が生まれる。
- 香織1 - 卒業式を待って告白する。
- 香織2 - 秘密の交際をはじめる。
- 若葉1 - 同窓会をサボる博士が若葉と再会する。
- 若葉2 - 結婚して博士が主夫となり、愛情生活を送る。
- 双葉1 - 瑠璃の居ない寂しさを双葉に癒される。
- 双葉2 - 恋人同士となり、双葉はコンテストで準優勝する。
- 若葉&双葉 - 3人で暮らすため、一夫多妻の国へ移住する。
- 恵1 - 父の看病のために一旦離れ、数年後に再会する。
- 恵2 - 結婚して子だくさんになる。
- 雪那1 - 結婚して男の子が生まれ、4人家族になる。
- 雪那2 - 同棲して3人仲良く暮らす。
- 綾霞1 - 孫に囲まれた老夫婦となり、縁側でひなたぼっこする。Win版では博士が亡くなっており、もうすぐ自分も逝くと言ってた矢先にこるりが現れた為に彼女の面倒を見る事になる。
- 綾霞2 - 女王様に目覚めた綾霞と同棲する。
- 綾霞3（SS版での追加エンディング） - 綾霞がお天気お姉さんとなる。
- 美弥1 - 結婚式で瑠璃のことを回想する。
- 美弥2 - 2人で幸せな結婚生活を送る。
- 瑠璃1 - 淫魔の性質を克服できた瑠璃が同級生として同棲する。Win版ではトゥルーエンドになっている。
- 瑠璃2 - 淫魔の性質を克服しきれなかった瑠璃が姿を消す。
- 瑠璃3 - 淫魔と化した瑠璃に取り殺される。
- 瑠璃4 - こるりと同化した事により淫魔の性質を克服。博士と結婚し、子供を儲ける。Win版のノーマルーエンドである。

## ゲームシステム
学校と街の平面マップで移動し、プレイヤーの選択動作に応じ、時刻が進んでゆく。それまでの陵辱路線から一転して製作した純愛学園ものだが、プレイヤーの選択次第ではレイプシーンへ進むことも可能。複数のストーリーが用意されたアドベンチャーゲームとなっており、ラブコメディに重きを置いている。

## キャラクター
※PS版は声優非公開。声優の順はSS / Windows / OVA。
真鍋 博士（まなべ ひろし）
声 - 片山英起（OVAのみ）
本作の主人公で科学部部長。マッドサイエンティストを志し、既に怪しげな装置を自作する技量を持っている。当然、科学至上主義でオカルトは一切信じなかったが、瑠璃という生きて飛び回る超常現象と同居する羽目になり、視野も広がった。
両親と死別し、家賃激安のマンションでひとり暮らしを始めた矢先に床下の奇妙な壺を発見する。
眼鏡の風貌は一見するとダサイと思われがちだが、コンタクトレンズを付けたり、素顔になった時は二枚目。しかし、本人にはその自覚もない。苦手な科目は古文。
Windows版でリニューアルされた際、OVA版、名字が真部に変更された。
瑠璃（るり）
声 - 吉野茜 / 鷹月さくら / 小川冬美
博士が封印を解いた壺から出現した。実は雪女と淫魔のハーフで、男の精気を吸い取ってしまうため封ぜられたのだが（WIN版『真・瑠璃色の雪』では雪女と鬼のハーフで力の暴走で村人達を惨殺したことで封印された）、記憶を失い明るく無邪気な性格になっている。
博士と、その周囲の人間達に触れあっていくうちに、次第に友情や愛情といった人間的感情を覚え、博士に好意を持つようになる。
雪女での影響故に、アイスクリームが大好物で博士の弁当にも入れる。寝る時は押し入れに入って眠る。空中浮遊を得意とするが、妖気の制御や体温調節が出来ず熱に弱い（人と触れると人は凍傷、瑠璃は火傷を負う）など、ひ弱な体質である。
発揮する属性によって瞳の色が変化し、雪女としては「緑色」。淫魔としては「赤色」。エンディングで二つの属性を克服し統合すると「瑠璃色」となる。
こるり
声 - 未登場 / 渋谷いつき / 西山かほり
Win版『真・瑠璃色の雪』に登場する。
瑠璃と博士の間に割り込むようになった謎の幼女。瑠璃の記憶喪失の意味の鍵を握る。当初は博士を「うつけ」と呼んで侮蔑していたが、博士と瑠璃の関係を見ていて、次第に心が動き始める。
奈川 陽子（ながわ ようこ）
声 - 長崎みなみ / MOMO / 上原美由樹
博士の幼馴染みで17歳。寿と3人でよく遊んでいた。科学部の副部長として博士のお目付役を務める。動物好きで、自宅には捨てられた犬や猫を多く飼っている。
外見は当時人気だったメガネっ娘でありながら、性格は反対に気が強くて博士や兄を叱りとばすしっかり者だが、少し抜けている面もある。
博士の素顔が二枚目であることは、陽子だけが知っており、小さい頃から博士に好意を抱いていた。
Win版/OVA版では名字が永輪に変わり、ドイツ人祖母を持つという設定が追加。
教野 香織（きょうの かおり）
声 - 関和美 / 藤村美樹 / 未登場
超常現象研究部の顧問で、学校で教える教科は古文。
博士と陽子の担任。ショートカットで26歳のすこし厳しいタイプだが、迷いも秘めており、オタク的気質のために恋人に振られたという過去を持っている。
博士の素顔に触れたりして、次第に教師と教え子という関係を越えていく。
Win版の時には眼鏡をかけ、名字が今日野に変わり、オタク気質は排されている。
園村 若葉（そのむら わかば）
声 - 相原葵 / AYA / 未登場
博士の同級生で活発な少女。勉強は苦手で博士とはケンカ友達、陽子とは友人同士。思いこんだら一直線な性格で、以前駆け落ち騒ぎを起こしたことがある。双子の姉・双葉にコンプレックスを抱いている。
以前は女子バスケットボール部に所属していたが、過去のトラブルがきっかけで退部している。ジェットコースターといった遊園地の絶叫マシンが苦手。
Win版での変更では、双葉と外見を区別するため髪型がポニーテールとなっている。
園村 双葉（そのむら ふたば）
声 - 相原葵 / AYA / 未登場
若葉の姉で家業の花屋を手伝う孝行娘。成績もよく優等生タイプだが、実は若葉に対し、より以上にコンプレックスを抱いている。性的にはマゾヒストで、唯一レイプされてもバッドエンドにならず、逆に結ばれるための条件となっている。
ゲーム展開で姉妹ダブルで結ばれるエンディングを迎えることもできる。
妹と違い、遊びや刺激に飢えているので、絶叫マシンも平気。
星野 恵（ほしの めぐみ）
声 - 倖月美和 / ダイナマイト亜美 / 未登場
占い好きの下級生で、最初、謎の占い師として登場する。
フードの下の素顔は幼い容貌と性格の持ち主だが、厳格な父の監視に辟易して運命の人を待ち望んでいた。そして占いの（偶然の）導く博士に一方的に恋をする。
奥里 雪那（おくさと ゆきな）
声 - 鳩野比奈 / 三島由紀 / 未登場
駆け落ちした夫に先立たれ、一人娘の真名とともに町に住む24歳の雪女。雪女の性質を抑え、普通のOLをしている。成り行きから瑠璃にアドバイスや駄々洩れ状態な妖力制御特訓の教官（トップをねらえがモチーフ）を買って出て、瑠璃にとっては姉のような存在となる。
外観に似合わない豪快な性格で、恵の父親と羽目を外す事もあった。一方、娘の真名が懐いた博士に好意を抱く。
日野宮 綾霞（ひのみや あやか）
声 - 冴月まりあ / 川崎まゆ / 大村まゆ子
瑠璃を封ずるためにこの町を訪れた21歳（18歳の記述もあり）の若き退魔師で、退魔師仲間からは深月（みつき）と呼ばれる。巫女の装束をまとい襲撃してくるが、瑠璃の人柄に理解を示し、手を引く。
博士に対しては、幼い頃に自身の両親を殺害した妖魔を抹殺しようとした時に、博士の父親を巻き添えにしてしまった事で深い負い目を抱いている。その時の妖魔によって心身に生涯残る傷を刻まれたが、博士の人柄に次第に癒されていく。
TVゲーム好きな一面がある。
三ツ矢 美弥（みつや みや）
声 - 藤咲かおり / 白井綾乃 / 未登場
博士がバイトするアイスクリームチェーン店「ハーフ&ハーフ」の先輩フリーター20歳。ダメな彼氏との関係に悩んでいて、その流れで博士との関係に発展していく。
店長とは親戚関係にあたる。将来はケーキ屋を始めたいと思っている。
奈川 寿（ながわ ことぶき）
声 - 森しげる（OVAのみ）
陽子の兄で上級生。オカルト好きで博士とは正反対でありながら、無二の親友。瑠璃に惚れ込み、崇拝している。瑠璃以外の女性とのエンディングでは瑠璃と付き合っているようだが、清い関係から進めていないふしがある。
Win版/OVA版では名字が永輪に変わり。Win版には、篠原貴子と関係を結ぶシーンもある。
奥里 真名（おくさと まな）
声 - 長崎みなみ / 岩泉まい / 未登場
雪那の娘で幼稚園児。4歳で雪那が愛情を一身に注いでおり、真名もそんな母親を愛している。
人懐っこいが、親の言うことはよく守る性格で、博士と瑠璃にも甘えていく。
篠原 貴子（しのはら たかこ）
声 - なし / 北都南 / 未登場
科学部前部長の上級生。博士と違って超常現象をも研究対象と捉え、瑠璃を監禁して陵辱しようと画策する。同性愛者で陽子のことも狙っている。ちなみにボツになった陵辱される陽子のグラフィックが、スタッフルームで閲覧できた。
Win版では名前が「篠崎 由里乃（しのざき ゆりの）」と変更され、寿との関係変化によって女としての性に目覚めていく。
袴田 武（はかまだ たけし）
博士のバイト先の「ハーフ&ハーフ」店長。男色家で博士が眼鏡を外すと美形であることに気付き、自腹でコンタクトをあつらえ、バイト中はそれを使うよう指示する。
性格はオカマっぽい（同級生の喫茶店マスターと似た性格）が、親戚である美弥のことを本気で心配したり、博士のバイト時間の遅れにも寛容だったり（彼も博士に別な意味で好意を持っている）と包容力を備えた、人が出来ている人物である。
貴水 美佐子（たかみず みさこ）
香織の元同級生で一応友人関係だが、内心では見下している。彼女に彼氏の居ないことをからかわれた香織が博士に代役を頼んだことが、ふたりの関係を進展させるきっかけとなる（ただし、選択によっては美佐子と関係する）
水商売に従事しており、香織よりも男心を掴む術に長けている。
沢田 祐二（さわだ ゆうじ）
美弥の恋人で、気持ちが冷めかけた美弥につきまとい、今で言うストーカーになりつつある。
学生時代に美弥を庇って喧嘩になって退学してしまい、ヤクザ関係の方に流れてしまった為に、その事で美弥は負い目を抱いている。
星野 輝義（ほしの てるよし）
雪那の上司でもあり、ホテルへ誘っているところを恵に目撃される。思わぬ父の姿に動揺した恵は家出して博士の部屋に転がり込む。本来は娘思いの父親。
後に事故によって負傷入院するが、恵との話し合いと博士の家庭環境を聞かされ、厳格な心を次第に氷解させていく。実は頭髪は乏しくなっておりヅラ着用者。
園村 葉次（そのむら ようじ）、園村 幹子（そのむら みきこ）
双葉と若葉の両親で、花屋を経営している。しかし、優等生の双葉に余計なプレッシャーや気苦労を与えたり、若葉の内心のデリケートな本心を聞かず、自分達の主張だけを一方的に押しつけ、思春期の悩める娘達の気持ちを真剣に聞こうとしない辺り、あまり良い家庭人とは言い難い。
Win版登場の際、葉次は眼鏡を外している。
脇役 作造（わきやく さくぞう）
科学部顧問の初老教師。名前通り科学部での部活動以外には出番がない不幸（？）な人。Win版では、高木勉（たかぎ　つとむ）という若年教師に役割を譲っている。
疾月（はやつき）
綾霞の兄で、凄腕の退魔師。実は博士の部屋のお隣さんだったが、普段は偽名で弓削厚（ゆげ あつし）と名乗り、ぼんやりした感じで同一人物とは思えない。瑠璃を監視するため部屋を借りていた様子。
Win版での追加設定として、対魔対象である雪那と恋に落ち、真名の父親となったが、厳格な決まりから雪那親娘を捨てた過去を持つ。
超常現象研究部員
香織が顧問で、寿が部長を務める超常現象研究部の部員で、臼井智史（うすい ともし）、青山健司（あおやま けんじ）の男子2人と、黒川素子（くろかわ もとこ）の女子1人で構成される。
寿を心酔しており、瑠璃にも好奇心と好意の視線を向けるが、超常現象を否定する博士には敵対心を持つ。
コギャル3人組
Win版で追加されたキャラクター。如何にもコギャルらしいガングロと言葉遣いが特徴で、それぞれ相原トモエ（あいはら ともえ）、森崎ユミコ（もりさき ゆみこ）、麻丘マキ（あさおか まき）という名前がある。
園村姉妹にいろいろな形で絡んでくる厄介者で、気に入らないことへの鬱憤を晴らすためには犯罪レベルにまで行き着くようなことでさえ行う。
里中真砂（さとなか まさご）
Win版に登場する雪那の叔母（母親の姉）で、現在は数が少なくなった雪女の里の長。普通の人間をすぐに退魔師だと疑ってかかる程、人間不信になっている。

## スタッフ
- 原画：リバ原あき
- シナリオ：リバ原あき、樋口和真
- 音楽：一色由比、I've

## 主題歌
オープニングテーマ「氷結の夜」
作詞：リバ原あき / 作曲：一色由比 / 編曲：高瀬一矢 / 歌：島宮えい子
挿入歌「子守唄」
作詞・作曲：一色由比 / 編曲：高瀬一矢 / 歌：島宮えい子
エンディングテーマ「瑠璃色の雪〜ふりむけば隣に〜」
作詞：リバ原あき / 作曲：一色由比 / 編曲：高瀬一矢 / 歌：TAKAMI

## アダルトアニメ
ディスカバリーよりVHS/DVDで全4巻が発売された。
- 真・瑠璃色の雪（2000年12月22日）[4]
- 真・瑠璃色の雪 其の二（2001年4月27日）[5]
- 真・瑠璃色の雪 其の三（2001年8月24日）[6]
- 真・瑠璃色の雪 其の四（2001年11月30日）[7]

## 関連書籍
小説版
- 前薗はるか『瑠璃色の雪』パラダイム〈パラダイムノベルス〉、1997年7月。ISBN 9784894900103
- 前薗はるか『真・瑠璃色の雪 〜ふりむけば隣に〜』パラダイム〈パラダイムノベルス〉、2000年8月。ISBN 9784894900875

資料集
- 『瑠璃色の雪 設定原画集』コンパス、1998年1月。ISBN 9784906407958
- 『真・瑠璃色の雪 〜ふりむけば隣に〜 設定原画集』コンパス、2000年11月。ISBN 9784877630652
- 『真・瑠璃色の雪 〜ふりむけば隣に〜 設定解説ファンブック』ローカス、2000年11月。ISBN 9784898141700

漫画版
せんたぺ版
1997年9月より『コミックファンタジェンヌ』 (Vol.1 - Vol.4) に計4話掲載されたが単行本化されず、同著者の同人誌で後日談などが発表された。
鬼ノ仁版
『コミックメガストア』にて第1話から第3話までが掲載され、「鬼ノ箱」に同梱されていた小冊子「キノちゃんの手仕事ガイドブック」に収録された。同著者の同人誌で後日談などが発表された。